# Dracula maduroi
Dracula maduroi är en orkidéart som beskrevs av Carlyle August Luer. Dracula maduroi ingår i släktet Dracula och familjen orkidéer.
Artens utbredningsområde är Panamá. Inga underarter finns listade i Catalogue of Life.